# Джонс, Карлик
Карлик Джонс (англ. Carlik Jones; род. 23 декабря 1997, Цинциннати, Огайо) — южносуданский и американский профессиональный баскетболист, выступающий за сербский клуб «Партизан». Играет на позиции разыгрывающего защитник.

## Профессиональная карьера

### Техас Лэджендс (2021)
После того, как Джонс не был выбран на драфте НБА 2021 года, он присоединился к «Даллас Маверикс» для участия в Летней лиге НБА. 21 августа 2021 года он подписал контракт с «Маверикс». Однако 15 октября он был отчислен. 23 октября он подписал контракт с фарм-клубом «Техас Лэджендс». В 10 играх он в среднем набирал 20,2 очка, 5,4 подбора и 4,7 передачи за 30,8 минут за игру.

### Даллас Маверикс (2021)
23 декабря 2021 года Джонс подписал десятидневный контракт с «Маверикс». Джонс сыграл в 3 матчах за «Даллас», в среднем делая 1 подбор и 1,7 результативных передач за 6,4 минуты за игру.

### Денвер Наггетс (2022)
1 января 2022 года, после завершения своего десятидневного контракта с «Далласом», Джонс подписал еще один десятидневный контракт с «Денвер Наггетс».

### Возвращение в «Техас Лэджендс» (2022)
11 января 2022 года Джонс снова подписал контракт с «Техас Лэджендс».

### Винди-Сити Буллз (2022)
26 сентября 2022 года Джонс подписал контракт с «Чикаго Буллз». 23 октября 2022 года он присоединился к составу их фарм-клубам в Джи-Лиге НБА, «Винди-Сити Буллз».

### Чикаго Буллз (2022–2023)
16 декабря 2022 года Джонс подписал двусторонний контракт с «Чикаго Буллз». Он принял участие в Next Up Game Джи-Лиги НБА в сезоне 2022/2023. 3 марта 2023 года контракт Джонса была преобразован «Буллз» в стандартный контракт НБА, а 5 апреля он был назван самым ценным игроком Джи-Лиги.
20 октября 2023 года перед началом сезона 2023/2024 «Буллз» отказались от услуг Джонса.

### Чжэцзян Голден Буллз (2023–2024)
1 ноября 2023 года Джонс подписал контракт с «Чжэцзян Голден Буллз» из  Китайской баскетбольной ассоциации.

### Партизан (2024–настоящее время)
20 августа 2024 года Джонс подписал контракт с «Партизаном», выступающим в Лиге ABA, чемпионате Сербии и Евролиге.

## Достижения
- Чемпион лиги АБА 2024/2025
- Чемпион Сербской лиги 2024/2025

## Карьера в сборной
Джонс был натурализован, чтобы играть за сборную Южного Судана. Он присоединился к команде для участия в чемпионате мира 2023 года, пером чемпионате мира для Южного Судана. Он набрал 35 очков, сделал 11 подборов и шесть передач в своем дебютном матче на чемпионате мира против Пуэрто-Рико. 20 июля 2024 года Джонс сделал трипл-дабл в выставочной игре перед Олимпиадой 2024 года, он набрал 15 очков, 11 подборов и 11 передач в проигранном со счётом 100–101 игре против США. Он стал первым игроком, оформившим трипл-дабл в игре против США. На самой Олимпиаде Южный Судан занял 9-е место.

## Статистика

### Статистика в НБА
| Сезон                                                                                    | Команда | Регулярный сезон | Регулярный сезон | Регулярный сезон | Регулярный сезон | Регулярный сезон | Регулярный сезон | Регулярный сезон | Регулярный сезон | Регулярный сезон | Регулярный сезон | Регулярный сезон | Серия плей-офф | Серия плей-офф | Серия плей-офф | Серия плей-офф | Серия плей-офф | Серия плей-офф | Серия плей-офф | Серия плей-офф | Серия плей-офф | Серия плей-офф | Серия плей-офф |
| Сезон                                                                                    | Команда | GP               | GS               | MPG              | FG%              | 3P%              | FT%              | RPG              | APG              | SPG              | BPG              | PPG              | GP             | GS             | MPG            | FG%            | 3P%            | FT%            | RPG            | APG            | SPG            | BPG            | PPG            |
| ---------------------------------------------------------------------------------------- | ------- | ---------------- | ---------------- | ---------------- | ---------------- | ---------------- | ---------------- | ---------------- | ---------------- | ---------------- | ---------------- | ---------------- | -------------- | -------------- | -------------- | -------------- | -------------- | -------------- | -------------- | -------------- | -------------- | -------------- | -------------- |
| 2021/22                                                                                  | Даллас  | 3                | 0                | 6,4              | 0,0              | 0,0              | 100,0            | 1,0              | 1,7              | 0,3              | 0,0              | 0,7              | Не участвовал  | Не участвовал  | Не участвовал  | Не участвовал  | Не участвовал  | Не участвовал  | Не участвовал  | Не участвовал  | Не участвовал  | Не участвовал  | Не участвовал  |
| 2021/22                                                                                  | Денвер  | 2                | 0                | 2,0              | 50,0             | -                | -                | 0,0              | 0,0              | 0,0              | 0,0              | 1,0              | Не участвовал  | Не участвовал  | Не участвовал  | Не участвовал  | Не участвовал  | Не участвовал  | Не участвовал  | Не участвовал  | Не участвовал  | Не участвовал  | Не участвовал  |
| 2022/23                                                                                  | Чикаго  | 7                | 0                | 8,0              | 40,0             | 50,0             | 62,5             | 0,7              | 0,9              | 0,3              | 0,0              | 2,9              | Не участвовал  | Не участвовал  | Не участвовал  | Не участвовал  | Не участвовал  | Не участвовал  | Не участвовал  | Не участвовал  | Не участвовал  | Не участвовал  | Не участвовал  |
|                                                                                          | Всего   | 12               | 0                | 6,6              | 29,2             | 42,9             | 70,0             | 0,7              | 0,9              | 0,3              | 0,0              | 2,0              | Не участвовал  | Не участвовал  | Не участвовал  | Не участвовал  | Не участвовал  | Не участвовал  | Не участвовал  | Не участвовал  | Не участвовал  | Не участвовал  | Не участвовал  |
| Наведите курсор мыши на аббревиатуры в заголовке таблицы, чтобы прочесть их расшифровку. |         |                  |                  |                  |                  |                  |                  |                  |                  |                  |                  |                  |                |                |                |                |                |                |                |                |                |                |                |

### Статистика в Джи-Лиге
| Сезон                                                                                    | Команда          | Регулярный сезон | Регулярный сезон | Регулярный сезон | Регулярный сезон | Регулярный сезон | Регулярный сезон | Регулярный сезон | Регулярный сезон | Регулярный сезон | Регулярный сезон | Регулярный сезон | Серия плей-офф | Серия плей-офф | Серия плей-офф | Серия плей-офф | Серия плей-офф | Серия плей-офф | Серия плей-офф | Серия плей-офф | Серия плей-офф | Серия плей-офф | Серия плей-офф |
| Сезон                                                                                    | Команда          | GP               | GS               | MPG              | FG%              | 3P%              | FT%              | RPG              | APG              | SPG              | BPG              | PPG              | GP             | GS             | MPG            | FG%            | 3P%            | FT%            | RPG            | APG            | SPG            | BPG            | PPG            |
| ---------------------------------------------------------------------------------------- | ---------------- | ---------------- | ---------------- | ---------------- | ---------------- | ---------------- | ---------------- | ---------------- | ---------------- | ---------------- | ---------------- | ---------------- | -------------- | -------------- | -------------- | -------------- | -------------- | -------------- | -------------- | -------------- | -------------- | -------------- | -------------- |
| 2021/22                                                                                  | Техас Лэджендс   | 43               | 43               | 34,5             | 46,3             | 31,6             | 83,0             | 4,8              | 6,8              | 1,3              | 0,2              | 20,9             | Не участвовал  | Не участвовал  | Не участвовал  | Не участвовал  | Не участвовал  | Не участвовал  | Не участвовал  | Не участвовал  | Не участвовал  | Не участвовал  | Не участвовал  |
| 2022/23                                                                                  | Винди-Сити Буллз | 43               | 42               | 37,3             | 48,7             | 36,9             | 75,7             | 4,8              | 7,1              | 1,5              | 0,1              | 23,5             | Не участвовал  | Не участвовал  | Не участвовал  | Не участвовал  | Не участвовал  | Не участвовал  | Не участвовал  | Не участвовал  | Не участвовал  | Не участвовал  | Не участвовал  |
|                                                                                          | Всего            | 86               | 85               | 35,9             | 47,5             | 34,7             | 79,7             | 4,8              | 6,9              | 1,4              | 0,2              | 10453,6          | Не участвовал  | Не участвовал  | Не участвовал  | Не участвовал  | Не участвовал  | Не участвовал  | Не участвовал  | Не участвовал  | Не участвовал  | Не участвовал  | Не участвовал  |
| Наведите курсор мыши на аббревиатуры в заголовке таблицы, чтобы прочесть их расшифровку. |                  |                  |                  |                  |                  |                  |                  |                  |                  |                  |                  |                  |                |                |                |                |                |                |                |                |                |                |                |

### Статистика в NCAA
| Сезон | Команда  | Conf      | Class    | GP  | GS  | MPG  | FG%  | 3P%  | FT%  | RPG | APG | SPG | BPG | PPG  |
| --- | -------- | --------- | -------- | --- | --- | ---- | ---- | ---- | ---- | --- | --- | --- | --- | ---- |
| 2017/18 | Радфорд  | Big South | FR       | 36  | 26  | 30,4 | 41,3 | 30,5 | 76,7 | 3,9 | 3,1 | 1,1 | 0,2 | 11,8 |
| 2018/19 | Радфорд  | Big South | SO       | 31  | 30  | 34,2 | 46,3 | 24,7 | 75,8 | 5,2 | 5,8 | 1,7 | 0,1 | 15,7 |
| 2019/20 | Радфорд  | Big South | JR       | 32  | 31  | 33,0 | 48,8 | 40,9 | 81,4 | 5,1 | 5,5 | 1,4 | 0,2 | 20,0 |
| 2020/21 | Луисвилл | ACC       | SR       | 19  | 19  | 37,5 | 40,2 | 32,1 | 81,5 | 4,9 | 4,5 | 1,4 | 0,1 | 16,8 |
| Всего | Всего    | Всего     | Всего    | 118 | 106 | 33,2 | 44,7 | 32,5 | 79,0 | 4,7 | 4,7 | 1,4 | 0,1 | 15,9 |
| Радфорд | Радфорд  | Радфорд   | Радфорд  | 99  | 87  | 32,4 | 45,8 | 32,6 | 78,5 | 4,7 | 4,7 | 1,4 | 0,2 | 15,7 |
| Луисвилл | Луисвилл | Луисвилл  | Луисвилл | 19  | 19  | 37,5 | 40,2 | 32,1 | 81,5 | 4,9 | 4,5 | 1,4 | 0,1 | 16,8 |
| Наведите курсор мыши на аббревиатуры в заголовке таблицы, чтобы прочесть их расшифровку Статистика приведена с сайта sports-reference.com |          |           |          |     |     |      |      |      |      |     |     |     |     |      |

### Статистика в других лигах
| Сезон | Команда              | Лига  | GP | GS | MPG  | FG%  | 3P%  | FT%  | RPG | APG | SPG | BPG | PFL | TOV | PPG  |
| --- | -------------------- | ----- | -- | -- | ---- | ---- | ---- | ---- | --- | --- | --- | --- | --- | --- | ---- |
| 2023/24 | Чжэцзян Голден Буллз | КБА   | 47 | 23 | 21,6 | 48,4 | 39,7 | 81,5 | 3,9 | 4,6 | 1,3 | 0,2 | 1,2 | 1,6 | 16,7 |
| Всего | Всего                | Всего | 47 | 23 | 21,6 | 48,4 | 39,7 | 81,5 | 3,9 | 4,6 | 1,3 | 0,2 | 1,2 | 1,6 | 16,7 |
| Наведите курсор мыши на аббревиатуры в заголовке таблицы, чтобы прочесть их расшифровку Статистика приведена с сайта basketball.realgm.com |                      |       |    |    |      |      |      |      |     |     |     |     |     |     |      |